# Rezoluce Rady bezpečnosti OSN č. 1244
Rezoluce Rady bezpečnosti OSN č. 1244 byla přijata 10. června 1999 a oprávnila mezinárodní civilní a vojenskou přítomnost v Kosovu (součásti Srbska, které bylo součástí Svazové republiky Jugoslávie) a umožnila zavedení prozatímní správní Mise OSN v Kosovu (UNMIK).
Rezoluce č. 1244 byla přijata 14 hlasy pro (Argentina, Bahrajn, Brazílie, Kanada, Gabon, Gambie, Malajsie, Namibie, Nizozemsko, Slovinsko, stálí členové Francie, Rusko, Spojené království, Spojené státy americké), nikdo nebyl proti. Čína se zdržela hlasování především, kvůli kritice k útokům NATO, zejména bombardování svého velvyslanectví. Argumentovala tím, že konflikt by měly být řešen vládou a obyvateli a byla proti vnějšímu zásahu.